# Barvinok, Krînîcikî
Barvinok (în ucraineană Барвінок) este un sat în comuna Novoselivka din raionul Krînîcikî, regiunea Dnipropetrovsk, Ucraina.

## Demografie
Componența lingvistică a localității Barvinok
     Ucraineană (88,56%)
     Rusă (5,97%)
     Alte limbi (0,5%)
Conform recensământului din 2001, majoritatea populației localității Barvinok era vorbitoare de ucraineană (88,56%), existând în minoritate și vorbitori de rusă (5,97%) și armeană (4,98%).